# André Vrancken
André Vrancken (Awans, 8 maart 1952) is een Belgisch politicus voor de PS. 

## Levensloop
Vrancken werd leraar techniek en wetenschappen in het middelbaar onderwijs en directeur van de tuinbouwschool in Luik. Ook was hij docent milieuontwikkeling aan de School van Administratieve Wetenschappen van de provincie Luik.
In 1988 werd hij voor de PS verkozen tot gemeenteraadslid van Awans, waar hij van 1989 tot 2006 schepen en van 2006 tot 2014 burgemeester was. In 2014 verloor Vrancken het burgemeesterschap nadat meerdere socialistische gemeenteraadsleden en oppositiepartij MR een motie van wantrouwen indienden.
In december 2018 werd hij lid van het Waals Parlement en het Parlement van de Franse Gemeenschap ter opvolging van Alain Onkelinx. Bij de verkiezingen van mei 2019 was hij geen kandidaat meer.